# Saison 8 des Experts : Miami
Chronologie
Saison 7 des Experts : Miami Saison 9 des Experts : Miami
Cet article présente le guide des épisodes de la saison 8 de la série télévisée Les Experts : Miami (CSI: Miami).

## Généralités
Au Canada, les épisodes 21 à 23 diffusés au mois de mai, ont été déplacés à 20 h afin de diffuser la série Castle en simultané.

## Distribution de la saison

### Acteurs principaux
- David Caruso (V.F. : Bernard Métraux) : Horatio Caine
- Emily Procter (V.F. : Rafaele Moutier) : Calleigh Duquesne
- Adam Rodriguez (V.F. : Cyril Artaux) : Det. Eric Delko (épisodes 1, 3, 5, 11, 14, 16, 20 à 24)
- Eddie Cibrian (V.F. : Adrien Antoine) : Jesse Cardoza[2]
- Jonathan Togo (V.F. : Valentin Merlet) : Det. Ryan Wolfe
- Rex Linn (V.F. : Jean-Pierre Bagot) : Sgt. Frank Tripp
- Eva LaRue (V.F. : Anne Massoteau) : Natalia Boa Vista
- Omar Benson Miller (V.F. : Jean-Baptiste Anoumon) : Walter Simmons[3] (dès le 3e épisode)

### Acteurs récurrents et invités
- Christian Clemenson (V.F. : Jean-François Vlérick) : Dr Tom Loman[4]
- David Lee Smith : Rick Stetler
- Wes Ramsey : Dave Benton
- Khandi Alexander (V.F. : Annie Milon) : Dr Alexx Woods (épisodes 1 et 5)
- Laurence Fishburne : Dr Ray Langston[5] (épisode 7)
- Boti Ann Bliss : Maxine Valera (épisode 11)
- Evan Ellingson : Kyle Harmon (épisodes 14 et 18)
- Christina Chang : Rebecca Nevins (épisodes 16, 22 et 23)
- Jason George : Steve Bowers (épisode 1)
- Denis O'Hare : Evan Talbot (épisode 1, 11 et 14)
- Robert Gant : Lloyd Arrington (épisode 2)
- Rick Hoffman : Darren Ripley (épisode 2)
- Cheryl Ladd : Amanda Collins (épisode 3)
- Tia Carrere : Jacqueline Parsons (épisode 3)
- Brooke Burke : Cynthia Wells (épisode 4)
- Shawn Pyfrom : Daniel Burgess (épisode 4)
- Andrea Parker : Allison Burgess (épisode 4)
- Andy Buckley : Gary Archer (épisode 4)
- Alexa Havins : Kim Hewitt (épisode 6)
- Amaury Nolasco : Nathan Cole (épisode 7)
- Sherri Saum : Karen Ballard (épisode 8)
- Pau Gasol : Victor Emparo (épisode 8)
- Mini Anden : Anna Kitson (épisode 9)
- Kathleen York : Paula Olsen (épisode 10)
- Gretchen Egolf : Ellen Stafford (épisode 11)
- Lucy Hale : Phoebe Nichols et Vanessa Patton (épisode 12)
- Alan Ruck : Dr. Allan Beckham (épisode 12)
- Christine Adams : Nancy Thruman (épisode 12)
- Booboo Stewart : Kenny Turner (épisode 13)
- Michelle Krusiec : Susan Lee (épisode 13)
- Anthony Michael Hall : James Bradstone (épisode 14)
- Phyllis Somerville : Louise Russo (épisode 14)
- Nicholas Lea : Donald Newhouse (épisode 14)
- Nick Eversman : Todd Bradstone (épisode 14)
- Paul Blackthorne : Tony Enright (épisode 16)
- Michael Madsen : Coop Daly (épisode 16)
- Kristina Klebe : Leslie Stone (épisode 16)
- Malcolm McDowell : Darren Vogel (épisode 16)
- Kaylee Defer : Valerie Metcalf (épisode 17)
- Daniel Roebuck : Mark Bullock (épisode 17)
- Bryan Callen : Kent Ackerman (épisode 17)
- Inbar Lavi : Maya Farooq (épisode 18)
- Navid Negahban : Rahim Farooq (épisode 18)
- Alan Ritchson : Paul Arnett (épisode 19)
- Peter Mooney : Dean Butler (épisode 19)
- Cassie Scerbo : Hillary Swanson (épisode 19)
- Meghan Markle : Jane Montoya (épisode 20)
- Christian Campbell : Ben Rooney (épisode 21)
- Kathleen Robertson : Kayla Pennington (épisode 21)
- Tim Russ : Leonard Sterling (épisode 21)
- Olesya Rulin : Andrea Williams (épisode 22)
- Colin Ford : Cody Williams (épisode 22)
- Mark Moses : Chuck Williams (épisode 22)
- Esai Morales : Stephen Madsen (épisode 24)
- Kristen Hager : Melissa Walls (épisode 24)

## Épisodes

### Épisode 1:Naissance d'un mythe
- États-Unis /  Canada : 21 septembre 2009 sur CBS / CTV
- France : 26 février 2010 sur TF1
- Suisse : 28 février 2010 sur TSR1
- Québec : 29 août 2011 sur Séries+[6]

- États-Unis : 14,20 millions de téléspectateurs[7] (première diffusion)
- Canada : 3,053 millions de téléspectateurs[8](première diffusion)
- France : 5,584 millions de téléspectateurs soit 23 % de part de marché et 29 % de ménagères[Audiences 1].

- Khandi Alexander (Alexx Woods)
- Brad Leland (Det. John "Sully" Sullivan)
- Brad Henke (Arnold Hollings)
- Jason George (Steve Bowers)
- Harold Sylvester (Fred Dorsey)
- Angelo Tiffe (Larry Parker)
- Denis O'Hare (Evan Talbot)
- Michelle Hurd (Agent Diane Reed)
- Raquel Bell (Ambulancier)

### Épisode 2:Un retour explosif
- États-Unis /  Canada : 28 septembre 2009 sur CBS / CTV
- France : 26 février 2010 sur TF1
- Suisse : 7 mars 2010 sur TSR1
- Québec : 5 septembre 2011 sur Séries+

- États-Unis : 13,96 millions de téléspectateurs[9] (première diffusion)
- Canada : 2,62 millions de téléspectateurs[10](première diffusion)
- France : 5,69 millions de téléspectateurs soit 23 % de part de marché et 29 % de ménagères[Audiences 1]

- David Lee Smith (Rick Stetler)
- Wes Ramsey (Dave Benton)
- Sharif Atkins (Matthew Sloan)
- Latarsha Rose (Tanya Arrington)
- Robert Gant (Lloyd Arrington)
- Monique Gabriela Curnen (Danielle Hansen)
- Rick Hoffman (Darren Ripley)
- Scotty Noyd Jr. (Jason Sloan)
- Judy Echavez (Journaliste)
- Desiree Hall (Sara Clark)
- Ary Katz (Ben Perkins)
- Ron Rogge (Policier en uniforme)

### Épisode 3:Le courant passe
- États-Unis /  Canada : 5 octobre 2009 sur CBS / CTV
- France : 5 mars 2010 sur TF1
- Québec : 12 septembre 2011 sur Séries+

- États-Unis : 13,43 millions de téléspectateurs[11] (première diffusion)
- Canada : 2,25 millions de téléspectateurs[12](première diffusion)
- France : 5,3 millions de téléspectateurs soit 22 % de part de marché et 31 % de ménagères[Audiences 2]

- David Lee Smith (Rick Stetler)
- Cheryl Ladd (Amanda Collins)
- Kate Lang Johnson (Hailey Collins)
- John Terry (Dean Collins)
- Ben Milliken (Chad Bowen)
- Jason Hasting (Peter McCam)
- Blair Redford (Troy Billings)
- Tia Carrere (Jacqueline Parsons)
- Christian Clemenson (Dr Tom Loman)
- Lori Lively (Krystal)
- Stephen Bishop (Chef de l'unité Hazmat)

### Épisode 4:Bien mal acquis...
- États-Unis /  Canada : 12 octobre 2009 sur CBS / CTV
- France : 5 mars 2010 sur TF1
- Québec : 19 septembre 2011 sur Séries+

- États-Unis : 13,27 millions de téléspectateurs[13] (première diffusion)
- Canada : 2,28 millions de téléspectateurs[14](première diffusion)
- France : 5,3 millions de téléspectateurs soit 22 % de part de marché et 31 % de ménagères[Audiences 2]

- Christian Clemenson (Tom Loman)
- Brooke Burke (Cynthia Wells)
- Nicholas Guest (en) (Howard Burgess)
- Andrea Parker (Allison Burgess)
- Shawn Pyfrom (Daniel Burgess)
- Patrick Kilpatrick (Tony Connor)
- Khalil Kain (Byron Pearce)
- Andy Buckley (Gary Archer)
- Lombardo Boyar (Carlos Guzman)
- Jamie Sorrentini (Maria Guzman)
- Link Baker (Officier Denson)
- Chase Kim (Officier Lowe)
- Eddie Driscoll (Policier)
- Tripp Law (Garde)
- Jeremy Denzlinger (Policier aéroportuaire)
- Keith Page (Homme de la maintenance)
- Rebecca Kyler Downs (Vendeur #1)
- Inger Tudor (Vendeur #2)

### Épisode 5:Mauvaises graines
- États-Unis /  Canada : 19 octobre 2009 sur CBS / CTV
- France : 19 mars 2010 sur TF1
- Québec : 26 septembre 2011 sur Séries+

- États-Unis : 13,16 millions de téléspectateurs[15] (première diffusion)
- Canada : 2,432 millions de téléspectateurs[16](première diffusion)
- France : 6,8 millions de téléspectateurs soit 28 % de part de marché et 39 % de ménagères[Audiences 3]

- Khandi Alexander (Alexx Woods)
- Bobby Campo (Ethan Durant)
- Craig Anton (Sheldon Parks)
- Steven Culp (Jerry Mackey)
- Charles Parnell (Gavin Webb)
- Jack Conley (Seth Ellers)
- Caroline Aaron (Dr Miller)
- Lance Barber (Al Wayons)
- Sandra Purpuro (Rhea)
- Katy Stoll (Lucy)
- Evan Lai (Ambulancier)
- Ajay Mehta (Docteur)

### Épisode 6:Pas de noces pour le marié
- États-Unis /  Canada : 2 novembre 2009 sur CBS / CTV
- France : 19 mars 2010 sur TF1
- Québec : 3 octobre 2011 sur Séries+

- États-Unis : 12,52 millions de téléspectateurs[17] (première diffusion)
- Canada : 2,307 millions de téléspectateurs[18](première diffusion)
- France : 6,8 millions de téléspectateurs soit 28 % de part de marché et 39 % de ménagères[Audiences 3]

- Christian Clemenson (Tom Loman)
- Alexa Havins (Kim Hewitt)
- J.C. MacKenzie (Timothy Hewitt)
- Greg Winter (Sean Anderson)
- Tug Coker (Jack Williams)
- Jessie O'Donohue (Carmel Owens)
- Philippe Brenninkmeyer (Clay)
- Sal Lopez (Julio)
- Charlie Koznick (Charlie King)
- Chris Gonzalez (Tito Estevez)
- Leslie Karpman (Femme en Bikini)
- Todd Mitchell (Policier à vélo)

- Disparition au générique d'Adam Rodriguez (Eric Delko) et apparition d'un nouveau, Omar Benson Miller dans le rôle de Walter Simmons.
- L'intrigue de ce scénario est inspirée du film américain de 2009 The Hangover.

### Épisode 7:Les Disparues de Miami
- États-Unis /  Canada : 9 novembre 2009 sur CBS / CTV
- France : 13 mars 2011 sur TF1
- Québec : 10 octobre 2011 sur Séries+

- États-Unis : 14,38 millions de téléspectateurs[19] (première diffusion)
- Canada : 2,82 millions de téléspectateurs[20](première diffusion)
- France : 8,9 millions de téléspectateurs

- Laurence Fishburne (Ray Langston)
- Christian Clemenson (Tom Loman)
- Christopher Redman (Michael Travers)
- Wes Ramsey (Dave Benton)
- Danielle Savre (Ashley Tanner)
- Dendrie Taylor (Brenda Tanner)
- Louis Mandylor (Jimmy Burris)
- Timothy Lee DePriest (Tyler Goodman)
- Amanda MacDonald (Madeline Briggs)
- Tim Meinelschmidt (Nick Cooper)
- Japeth Gordon (Vince McCallister)
- Amaury Nolasco (Nathan Cole)
- Jaime Taite (Molly)
- Michelle Belegrin (Vanessa)
- Eltony Williams (Policier en uniforme)
- Garrett Davis (Sergent à la réception)

### Épisode 8:La Place du mort
- États-Unis /  Canada : 16 novembre 2009 sur CBS / CTV
- France : 24 août 2010 sur TF1
- Québec : 17 octobre 2011 sur Séries+

- États-Unis : 13,26 millions de téléspectateurs[21] (première diffusion)
- Canada : 2,347 millions de téléspectateurs[22](première diffusion)

- Christian Clemenson (Tom Loman)
- Wes Ramsey (Dave Benton)
- Henry Simmons (Andrew Ballard)
- Sherri Saum (Karen Ballard)
- Nieko Mann (Lily Ballard)
- Arjay Smith (Greg Ballard)
- Pau Gasol (Victor Emparo)
- Paloma Guzman (Marta Emparo)
- Meg Cionni (Nicole)
- J. Trevor Davis (Bert)
- Ron Rogge (Officier)

### Épisode 9:Fin de contrat
- États-Unis /  Canada : 23 novembre 2009 sur CBS / CTV
- France : 31 août 2010 sur TF1
- Québec : 24 octobre 2011 sur Séries+

- États-Unis : 13,22 millions de téléspectateurs[23] (première diffusion)
- Canada : 2,30 millions de téléspectateurs[24](première diffusion)

- Christian Clemenson (Tom Loman)
- Ciro Suarez (Jeff Lofton)
- Laura Ceron (DeeDee Curson)
- Sam Hennings (Max DeSalvo)
- Chris Eigeman (Garrett Yates)
- Michaela McManus (Caroline Berston)
- Sherman Augustus (Lyle Durbin)
- Ian Anthony Dale (Scott Wilcox)
- Mini Anden (Anna Kitson)
- Tara Erica Moore (Femme)
- Adam Donshik (Professeur)
- Alesa B. Gantz (Étudiant en médecine)
- Ward Horton (Maître de cérémonie)

### Épisode 10:Rencontre explosive
- États-Unis /  Canada : 7 décembre 2009 sur CBS / CTV
- France : 7 septembre 2010 sur TF1
- Québec : 31 octobre 2011 sur Séries+

- États-Unis : 12,72 millions de téléspectateurs[25] (première diffusion)
- Canada : 1,87 million de téléspectateurs[26](première diffusion)

- Christian Clemenson (Tom Loman)
- Alexander Bedria (Carl Benson)
- John Patrick Amedori (Kevin Hensler)
- Kathleen York (Paula Olsen)
- Sharon Pierre-Louis (Marie Gaudreau)
- Esteban Powell (Robert "Teck" Sperling)
- Nick Warnock (Officier Harwood)
- Keith McDonald (Technicien de la police scientifique)
- Mary Alyce Kania (Technicienne de la police scientifique)

### Épisode 11:Delko change de camp
- États-Unis /  Canada : 14 décembre 2009 sur CBS / CTV
- France : 7 septembre 2010 sur TF1
- Québec : 7 novembre 2011 sur Séries+

- États-Unis : 14,18 millions de téléspectateurs[27] (première diffusion)
- Canada : 1,735 million de téléspectateurs[28](première diffusion)

- Adam Rodriguez (Eric Delko)
- Wes Ramsey (Dave Benton)
- Boti Bliss (Maxine Valera)
- Christian Clemenson (Tom Loman)
- Eric Jungmann (Zach Finley)
- Jo Champa (Adrianna Villani)
- Gretchen Egolf (Ellen Sheffield)
- Denis O'Hare (Evan Talbot)
- Jeff Staron (Justin Porter)
- Rick Lieberman (Jude Norman Hillguard)
- Chris Warren Gilbert (Journaliste #1)
- Judy Echavez (Journaliste #2)

### Épisode 12:Poupée de son
- États-Unis /  Canada : 11 janvier 2010 sur CBS / CTV
- France : 21 septembre 2010 sur TF1
- Québec : 14 novembre 2011 sur Séries+

- États-Unis : 13,65 millions de téléspectateurs[29] (première diffusion)
- Canada : 1,968 million de téléspectateurs[30](première diffusion)

- Christian Clemenson (Tom Loman)
- Christopher Redman (Michael Travers)
- Wes Ramsey (Dave Benton)
- David Lee Smith (Rick Stetler)
- Lucy Hale (Phoebe Nichols / Vanessa Patton)
- Jackie Debatin (Melanie Nichols)
- Brennan Elliott (Julian Diehl)
- Erik Scott Smith (Robbie Ferguson)
- Alan Ruck (Dr Allan Beckham)
- Paul Tei (Jed Gibson)
- Jill E. Alexander (Lydia Cassel)
- Christine Adams (Nancy Thurman)
- Gabriella Roberts (Phoenix jeune)
- Michael FitzGibbon (Ambulancier)
- Juan M. Fernandez (Journaliste #1)
- Judy Echavez (Journaliste #2)

### Épisode 13:Coupé en deux
- États-Unis /  Canada : 18 janvier 2010 sur CBS / CTV
- France : 28 septembre 2010 sur TF1
- Québec : 21 novembre 2011 sur Séries+

- États-Unis : 13,16 millions de téléspectateurs[31] (première diffusion)
- Canada : 1,99 million de téléspectateurs[32](première diffusion)

- Christian Clemenson (Tom Loman)
- Christopher Redman (Michael Travers)
- Brad Leland (Det. John "Sully" Sullivan)
- Booboo Stewart (Kenny Turner)
- Brian McGovern (Russell Turner)
- Roger Yuan (Takashi Yamada)
- Lewis Tan (Aiko Okanagi)
- Michelle Krusiec (Susan Lee)
- John Newton (Dr Marshall)

### Épisode 14:Fenêtre sur meurtre
- États-Unis /  Canada : 1er février 2010 sur CBS / CTV
- France : 5 octobre 2010 sur TF1
- Québec : 28 novembre 2011 sur Séries+

- États-Unis : 13,44 millions de téléspectateurs[33] (première diffusion)
- Canada : 1,684 million de téléspectateurs[34](première diffusion)

- Adam Rodriguez (Eric Delko)
- Evan Ellingson (Kyle Harmon)
- Denis O'Hare (Evan Talbot)
- Anthony Michael Hall (James Bradstone)
- Lois Atkins (Sarah Bradstone)
- Nick Eversman (Todd Bradstone)
- Nicholas Lea (Donald Newhouse)
- Phyllis Somerville (Louise Russo)
- Scott Michael Campbell (Phillip Hale)
- Symba Smith (Daisy Arnesse)
- Bryan Friday (Journaliste)
- Peter Gregory (Avocat de la défense)
- Larry 'Tank' Jones (Garde)

### Épisode 15:Miami, on a un problème
- États-Unis /  Canada : 8 février 2010 sur CBS / CTV
- France : 5 octobre 2010 sur TF1
- Québec : 5 décembre 2011 sur Séries+

- États-Unis : 13,46 millions de téléspectateurs[35] (première diffusion)
- Canada : 2,139 millions de téléspectateurs[36](première diffusion)

- Christian Clemenson (Tom Loman)
- Christopher Redman (Michael Travers)
- Flex Alexander (Beau Lendell)
- Ted King (Sam Gardner)
- Clare Carey (Janet Gardner)
- Thad Luckinbill (Dominic Cross)
- David Chisum (Keith Palmer)
- Giancarlo Carmona (Neal)
- Dilshad Vadsaria (Jody)
- Mike Foy (Kurt)
- Granville Ames (Ross)

### Épisode 16:Aller-retour à L.A
- États-Unis /  Canada : 1er mars 2010 sur CBS / CTV
- France : 19 octobre 2010 sur TF1
- Québec : 12 décembre 2011 sur Séries+

- États-Unis : 12,07 millions de téléspectateurs[38] (première diffusion)
- Canada : 2,05 millions de téléspectateurs[39](première diffusion)

- Christian Clemenson (Tom Loman)
- Wes Ramsey (Dave Benton)
- Mini Anden (Anna Kitson)
- Christina Chang (Rebecca Nevins)
- Paul Blackthorne (Tony Enright)
- William Forsythe (Capitaine Chris Sutter)
- Sheri Moon Zombie (Olivia Burch)
- Michael Madsen (Coop Daly)
- Malcolm McDowell (Darren Vogel)
- Kristina Klebe (Leslie Stone)
- Jeff Daniel Phillips (Assistant photographe)
- Billy Gibbons (lui-même)

### Épisode 17:L'ennemie commune
- États-Unis /  Canada : 8 mars 2010 sur CBS / CTV
- France : 19 octobre 2010 sur TF1
- Québec : 19 décembre 2011 sur Séries+

- États-Unis : 11,93 millions de téléspectateurs[40] (première diffusion)
- Canada : 2,034 millions de téléspectateurs[41](première diffusion)

- Christian Clemenson (Tom Loman)
- Wes Ramsey (Dave Benton)
- Christopher Redman (Michael Travers)
- Bridget Ann White (Renée Dorsett)
- Kaylee Defer (Valerie Metcalf)
- Daniel Roebuck (Mark Bullock)
- Matthew John Armstrong (Jeffrey Lipton)
- Adam Wylie (Teddy Enwald)
- Bryan Callen (Kent Ackerman)
- Daniel Zacapa (Luis Velasquez)
- Raquel Bell (Urgentiste)

### Épisode 18:Le Crime du déshonneur
- États-Unis /  Canada : 22 mars 2010 sur CBS / CTV
- France : 26 octobre 2010 sur TF1
- Québec : 26 décembre 2011 sur Séries+

- États-Unis : 10,80 millions de téléspectateurs[42] (première diffusion)
- Canada : 1,895 million de téléspectateurs[43](première diffusion)

- Evan Ellingson (Kyle Harmon)
- Christian Clemenson (Tom Loman)
- Ethan Rains (Brian Nassir)
- Inbar Lavi (Maya Farooq)
- Necar Zadegan (Salumeh Farooq)
- Navid Negahban (Rahim Farooq)
- Assaf Cohen (Ahmad Salib)
- Jeff Kober (Glenn Harper)

### Épisode 19:Rira bien
- États-Unis /  Canada : 12 avril 2010 sur CBS / CTV
- France : 26 octobre 2010 sur TF1
- Québec : 2 janvier 2012 sur Séries+

- États-Unis : 10,78 millions de téléspectateurs[44] (première diffusion)
- Canada : 2,145 millions de téléspectateurs[45](première diffusion)

- Christian Clemenson (Tom Loman)
- Wes Ramsey (Dave Benton)
- Christopher Redman (Michael Travers)
- Simon Miller (Brad Donner)
- Alan Ritchson (Paul Arnett)
- Teresa Castillo (Alexis Wilkes)
- Peter Mooney (Dean Butler)
- Chelsea Hobbs (Courtney Haywood / Jill Quinn)
- Cassie Scerbo (Hillary Swanson)
- Shawn Woods (Ricky Halprin)
- Henderson Wade (Cabana Boy)
- Elizabeth Mathis (Female MC)
- Alexander Rodriguez (DJ)
- Kallie Flynn Childress (Jill Quinn)

### Épisode 20:Calleigh entre deux mondes
- États-Unis /  Canada : 19 avril 2010 sur CBS / CTV
- France : 9 novembre 2010 sur TF1
- Québec : 9 janvier 2012 sur Séries+

- États-Unis : 11,66 millions de téléspectateurs[46] (première diffusion)
- Canada : 1,83 million de téléspectateurs[47](première diffusion)
- France : 7,29 millions de téléspectateurs (première diffusion)

- Christian Clemenson (Tom Loman)
- Robert Bailey Jr. (Patrick Dawson)
- John Beasley (Henry Dawson)
- Mike Doyle (Karl Tannen)
- Robin Bartlett (Stephanie Hollister)
- Meghan Markle (Officier Jane Montoya)
- Chris Dollard (Ralph Zimmerman)
- Scott Alan Smith (Docteur)
- Jennifer Weston (Infirmière)
- Eugene Shaw (Ambulancier)

### Épisode 21:En moins d'une minute
- États-Unis /  Canada : 3 mai 2010 sur CBS / CTV
- France : 9 novembre 2010 sur TF1
- Québec : 16 janvier 2012 sur Séries+

- États-Unis : 9,62 millions de téléspectateurs[48] (première diffusion)
- Canada : 1,275 million de téléspectateurs[49](première diffusion)
- France : 6,8 millions de téléspectateurs (première diffusion)

- Christian Clemenson (Tom Loman)
- Johnny Whitworth (Jake Berkeley)
- David Lee Smith (Rick Stetler)
- Christian Campbell (Ben Rooney)
- Kathleen Robertson (Kayla Pennington)
- Tina Casciani (Whitney Dern)
- Tim Russ (Leonard Sterling)
- Celestino Cornielle (Joe Tepper)
- Kevin Weisman (Ricky Spano)
- Rashawn Underdue (Officier Olansky)
- Douglas Tait (Andre)
- Ariel Mirabel-Ramos (Officier)

### Épisode 22:Après la fête
- États-Unis /  Canada : 10 mai 2010 sur CBS / CTV
- France : 9 novembre 2010 sur TF1
- Québec : 23 janvier 2012 sur Séries+

- États-Unis : 11,10 millions de téléspectateurs[50] (première diffusion)
- Canada : 1,21 million de téléspectateurs[51](première diffusion)

- Christian Clemenson (Tom Loman)
- Wes Ramsey (Dave Benton)
- Christina Chang (Assistante du procureur Rebecca Nevins)
- David Lee Smith (Lieutenant Rick Stetler des Affaires Internes)
- Brad Leland (John "Sully" Sullivan)
- Olesya Rulin (Andrea Williams)
- Colin Ford (Cody Williams)
- Fay Masterson (Laura Williams)
- Mark Moses (Chuck Williams)
- Nic Robuck (Logan Price)
- Marc Raducci (Joel Clark)
- Andrea Bogart (Bridgette Clark)
- Brighid Fleming (Andrea Williams jeune)
- Cameron Castaneda (Bradley Williams)
- Katie Ward (Invité #1)
- Matt Huhn (Invité #2)

### Épisode 23:Bombe à retardement
- États-Unis /  Canada : 17 mai 2010 sur CBS / CTV
- France : 23 novembre 2010 sur TF1
- Québec : 30 janvier 2012 sur Séries+

- États-Unis : 10,52 millions de téléspectateurs[52] (première diffusion)
- Canada : 1,421 million de téléspectateurs[53](première diffusion)
- France : 8,2 millions de téléspectateurs

- Christian Clemenson (Tom Loman)
- Christina Chang (Assistante du procureur Rebecca Nevins)
- David Lee Smith (Lieutenant Rick Stetler des Affaires Internes)
- Brad Leland (John "Sully" Sullivan)
- Rashawn Underdue (Officier de garde Olansky)
- Brett Rickaby (Drew Pollack)
- Ramon Fernandez (Tino Garvez)
- Grant Alan (Officer Martin Williamson)
- Juan Fernandez (Journaliste)
- Kiana Rene (Policier en uniforme)

### Épisode 24:Tous à terre
- États-Unis /  Canada : 24 mai 2010 sur CBS / CTV
- France : 30 novembre 2010 sur TF1
- Québec : 6 février 2012 sur Séries+[54]

- États-Unis : 12,39 millions de téléspectateurs[55] (première diffusion)
- Canada : 2,26 millions de téléspectateurs[56](première diffusion)
- France : 8,104 millions de téléspectateurs

- Christian Clemenson (Tom Loman)
- Justine Eyre (Janice Potter)
- J.R. Cacia (Craig Potter)
- Abby McCoy et Emma McCoy (Daria Potter)
- Kristen Hager (Melissa Walls)
- Jim Vickers (Neal Brusatti)
- Esai Morales (Stephen Madsen)
- Roger Bart (Bob Starling)
- Mary Alyce Kania (Technicien de la police scientifique)
- Abhi Sinha (Étudiant cobaye)
- Gina St. John (Journaliste #1)
- Dean Cates (Journaliste #2)
- Booker T. Washington (Policier en uniforme)